# 首爾地鐵1號線
首爾地鐵1號線（：／ Seoul Jihacheol 1 hoseon */?）是一條位於韓國首爾特別市的地鐵路線，路線起自中區首爾站、終至東大門區清凉里站，全長7.8公里，沿線共設10個車站，由首尔交通公社營運管理，是全韓國第一條地鐵路線。首爾地鐵歷史上最初排除漢江以南地域的路線，故又有「鐘路線」（종로선）的別稱，但並非官方名稱。路線顏色是藍色，2000年首都圈電鐵的導覽體系重組以前此段是以紅色標示。
首爾地鐵1號線與京釜線、長項線、京仁線及京元線等广域电铁直通運行，整合後的服務區間則即為首都圈電鐵1號線。

## 歷史
於1971年興建，經過3年又4個月的興建期後，於1974年8月15日連同京仁線九老至仁川段、京釜線九老至水原段及京元線清涼里至城北段通車。經過多年發展，首爾地鐵1號線已发展为西至九老，北至議政府的路线。在2005年后，首尔地铁1号线缩短至今天的范围。首爾地鐵1號線亦是首都圈電鐵路網內唯一一條靠左行駛的地鐵線，原因是為了配合與京元線、京仁線、京釜線國鐵的直通運轉。現存首爾地鐵1號線開通的圖片及視訊紀錄甚少，是因為開通儀式前，適逢第一夫人、總統朴正熙夫人陸英修女士，慘遭北韓方面人員文世光在光復節大會上開槍暗殺，當日政局一片混亂所致。
值得一提的是，它的建築資金與技術初期大部分都是來自日本，它初期所採用的列車是日本日立製造。
2022年12月15日晚7时58分，从首尔龙山站前往鹭梁津站的地铁1号线列车发生故障，停在汉江铁桥上。事件导致数百名乘客受困，约有50趟列车运行被延误50分钟。

## 路线资料
- 路线长度：7.8km
- 轨距：1435mm
- 车站数：10（含起终点）
- 复线区间：全线
- 电气化方式：直流1500V接触网供电
- 闭塞方式：ATS
- 车辆基地：君子车辆基地
- 行驶方向：左侧通行

## 車站列表
| 車站編號           | 中文站名                | 韓文站名           | 英文站名                                  | 接續路線                                                  | 站間距離           | 營業距離           | 所在地             | 所在地             |
| ↑ 與京釜線直通運行 | ↑ 與京釜線直通運行      | ↑ 與京釜線直通運行 | ↑ 與京釜線直通運行                        | ↑ 與京釜線直通運行                                        | ↑ 與京釜線直通運行 | ↑ 與京釜線直通運行 | ↑ 與京釜線直通運行 | ↑ 與京釜線直通運行 |
| ------------------ | ----------------------- | ------------------ | ----------------------------------------- | --------------------------------------------------------- | ------------------ | ------------------ | ------------------ | ------------------ |
| 133                | 首爾站                  |                    |                                           | ●首都圈电铁4号线 ●仁川國際機場鐵道 ●首都圈電鐵京義·中央線 | 0.0                | 0.0                | 首爾特別市         | 中區               |
| 132                | 市廳                    |                    |                                           | ●首爾地鐵2號線                                            | 1.1                | 1.1                | 首爾特別市         | 中區               |
| 131                | 鐘閣                    | （SC제일은행）     | （Standard Chartered Bank Korea）         |                                                           | 1.0                | 2.1                | 首爾特別市         | 鐘路區             |
| 130                | 鐘路三街                |                    |                                           | ●首都圈電鐵3號線 ●首都圈電鐵5號線                         | 0.8                | 2.9                | 首爾特別市         | 鐘路區             |
| 129                | 鐘路五街                |                    |                                           |                                                           | 0.9                | 3.8                | 首爾特別市         | 鐘路區             |
| 128                | 東大門                  |                    |                                           | ●首都圈电铁4号线                                          | 0.8                | 4.6                | 首爾特別市         | 鐘路區             |
| 127                | 東廟                    |                    |                                           | ●首尔地铁6号线                                            | 0.6                | 5.2                | 首爾特別市         | 鐘路區             |
| 126                | 新設洞                  |                    |                                           | ●首爾地鐵2號線聖水支線 ●首爾輕電鐵牛耳新設線              | 0.7                | 5.9                | 首爾特別市         | 東大門區           |
| 125                | 祭基洞                  |                    | （Korea Association of Health Promotion） |                                                           | 0.9                | 6.8                | 首爾特別市         | 東大門區           |
| 124                | 清涼里 （首爾市立大學） |                    | （University of Seoul）                   | ●首都圈電鐵京義·中央線 ●首都圈電鐵京春線 中央線           | 1.0                | 7.8                | 首爾特別市         | 東大門區           |
| ↓ 與京元線直通運行 |                         |                    |                                           |                                                           |                    |                    |                    |                    |

## 使用车辆

### 自社车辆
- 1000系VVVF
- 1000系电阻控制

### 他社乘入车辆
- 韩国铁道公社
  - 1000系
  - 5000系

## 參看
- 首都圈電鐵1號線
- 京元線
- 京仁線
- 京釜線
- 長項線
- 饼店基地线